# Колијер
Колијер (фр. Caulières) насеље је и општина у североисточној Француској у региону Пикардија, у департману Сома која припада префектури Амјен.
По подацима из 2011. године у општини је живело 214 становника, а густина насељености је износила 39,56 становника/km². Општина се простире на површини од 5,41 km². Налази се на средњој надморској висини од 184 метара (максималној 193 m, а минималној 168 m).

## Демографија
| 1962. | 1968. | 1975. | 1982. | 1990. | 1999. | 2011. |
| ----- | ----- | ----- | ----- | ----- | ----- | ----- |
| 209   | 214   | 212   | 177   | 188   | 186   | 214   |

График промене броја становника у току последњих година